# Negoiu
Negoiu – szczyt górski w Górach Fogaraskich w rumuńskich Karpatach Południowych. Jest to drugi pod względem wysokości szczyt Rumunii (po Moldoveanu, również w Górach Fogaraskich).

## Linki zewnętrzne

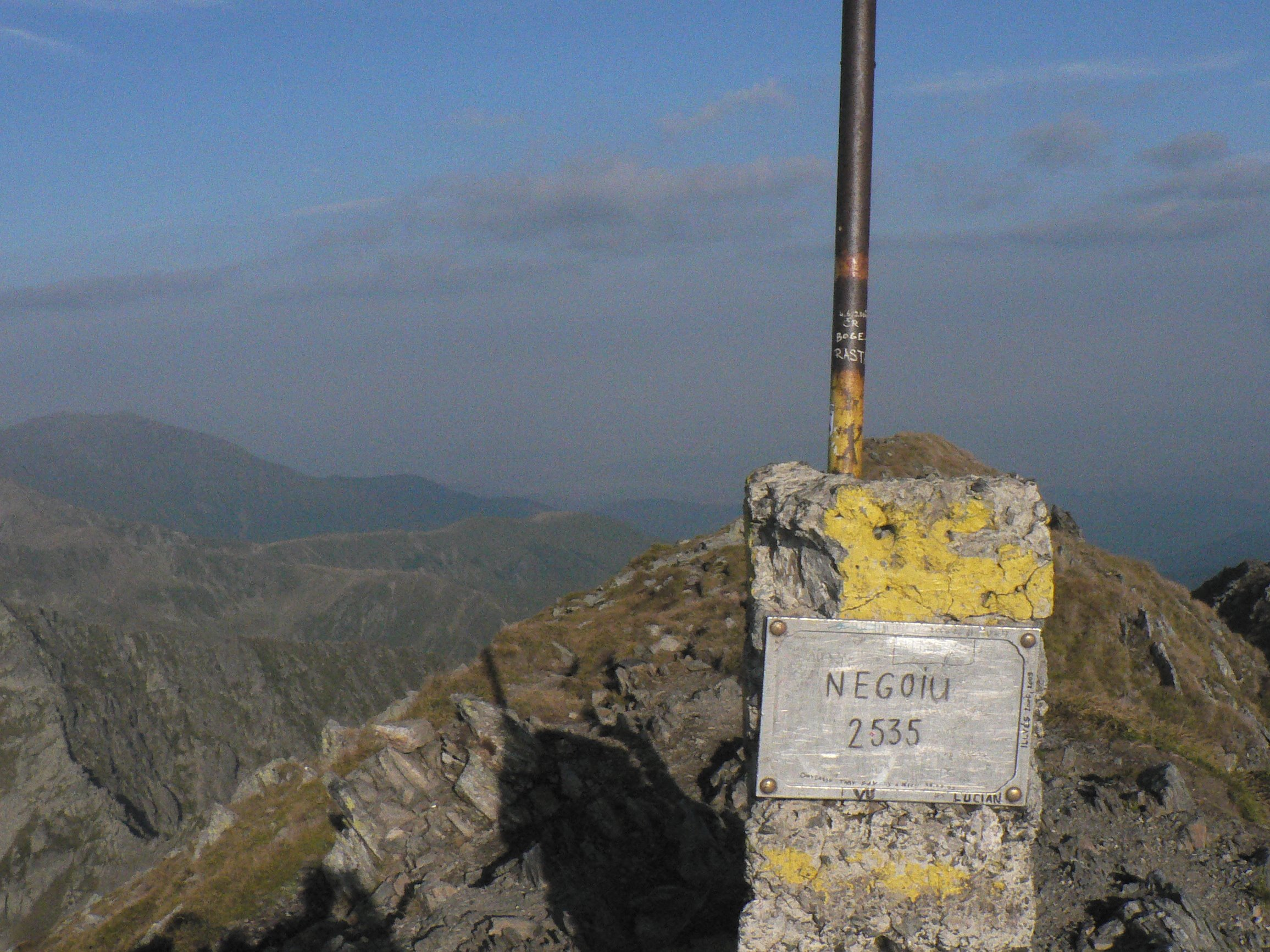
Szczyt Negoiu